# Скрипаївський заказник
Скрипа́ївський зака́зник — лісовий заказник місцевого значення в Україні. Об'єкт природно-заповідного фонду Харківської області. 
Розташований на території Зміївського району Харківської області, між селом Скрипаї та селищем Лісне. 
Площа — 27,3 га. Статус присвоєно згідно з рішенням облвиконкому від 03.12.1984 № 562. Перебуває у віданні ДП «Скрипаївське навчально-дослідне лісове господарство» Харківського національного аграрного університету ім. В. В. Докучаєва (Скрипаївське л-во, кв. 90, вид. 3, 12, 13, кв. 106, вид. 2, біля селища Лісне). 
Статус присвоєно для збереження унікальних соснових деревостанів віком 150 років, висаджених на рухливих пісках надзаплавної тераси долини Сіверський Донець. Бонітет насаджень — I. 
Заказник є навчальним об'єктом Харківського національного аграрного університету ім. В. В. Докучаєва.

## Галерея

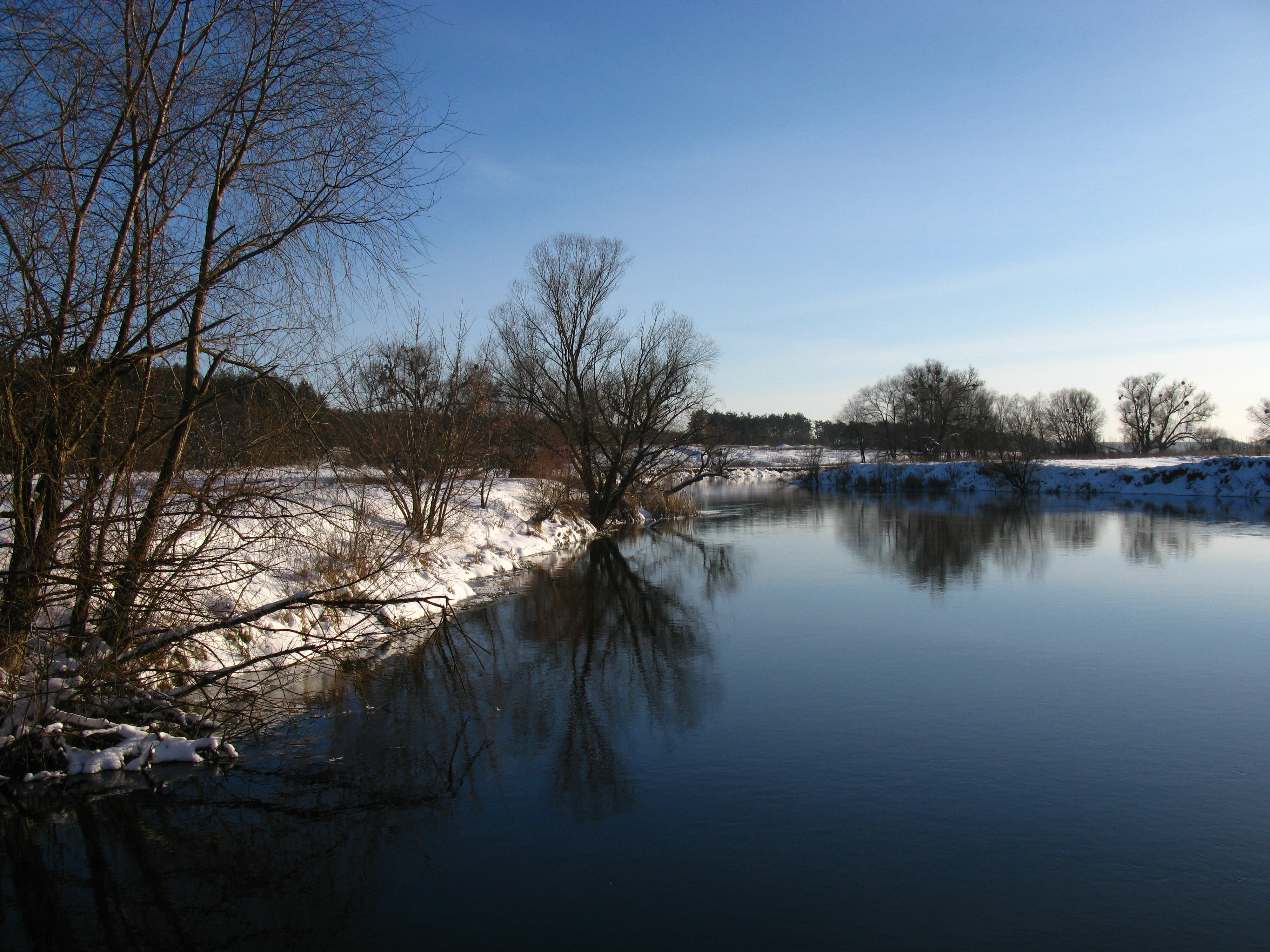
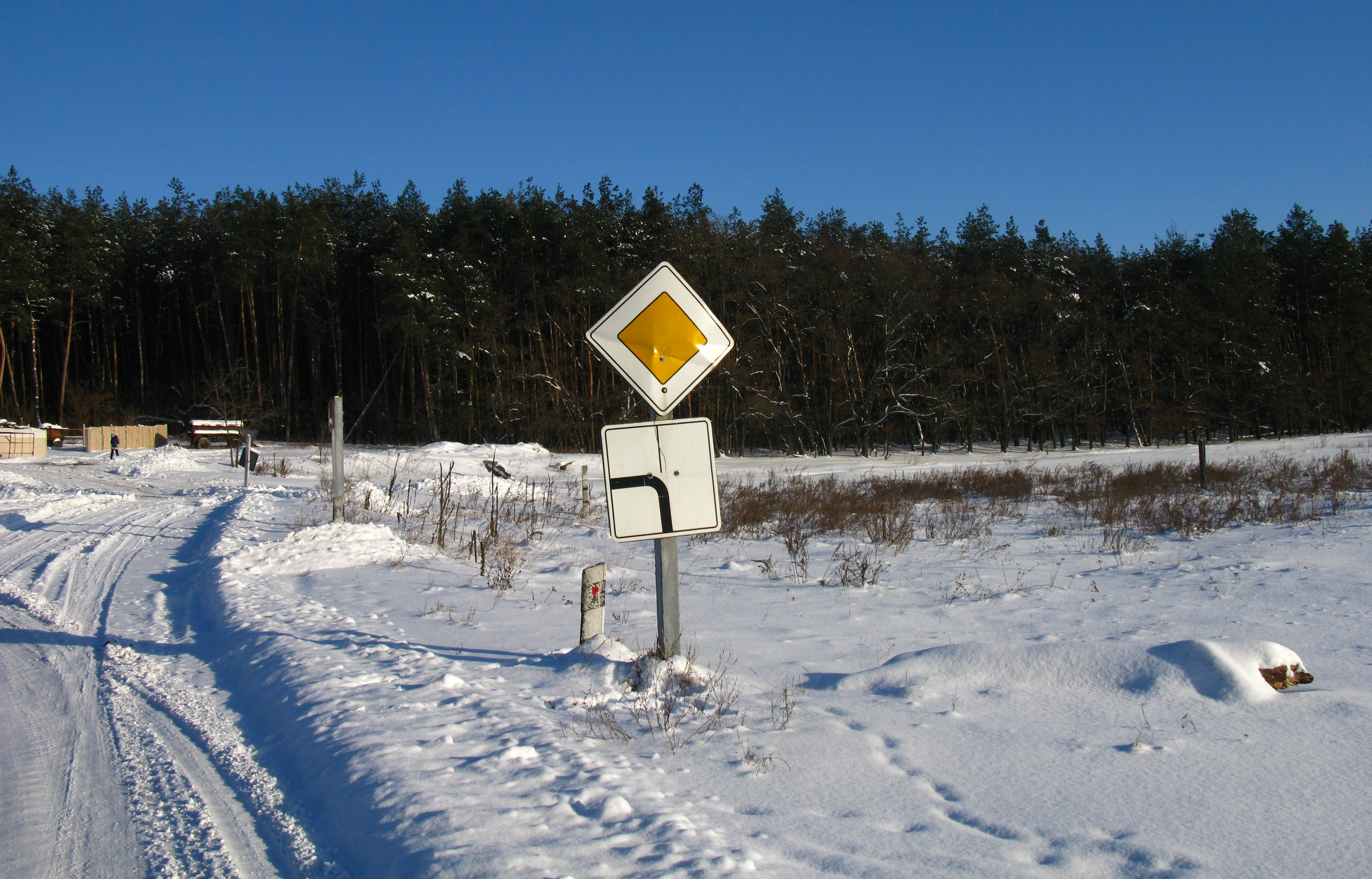
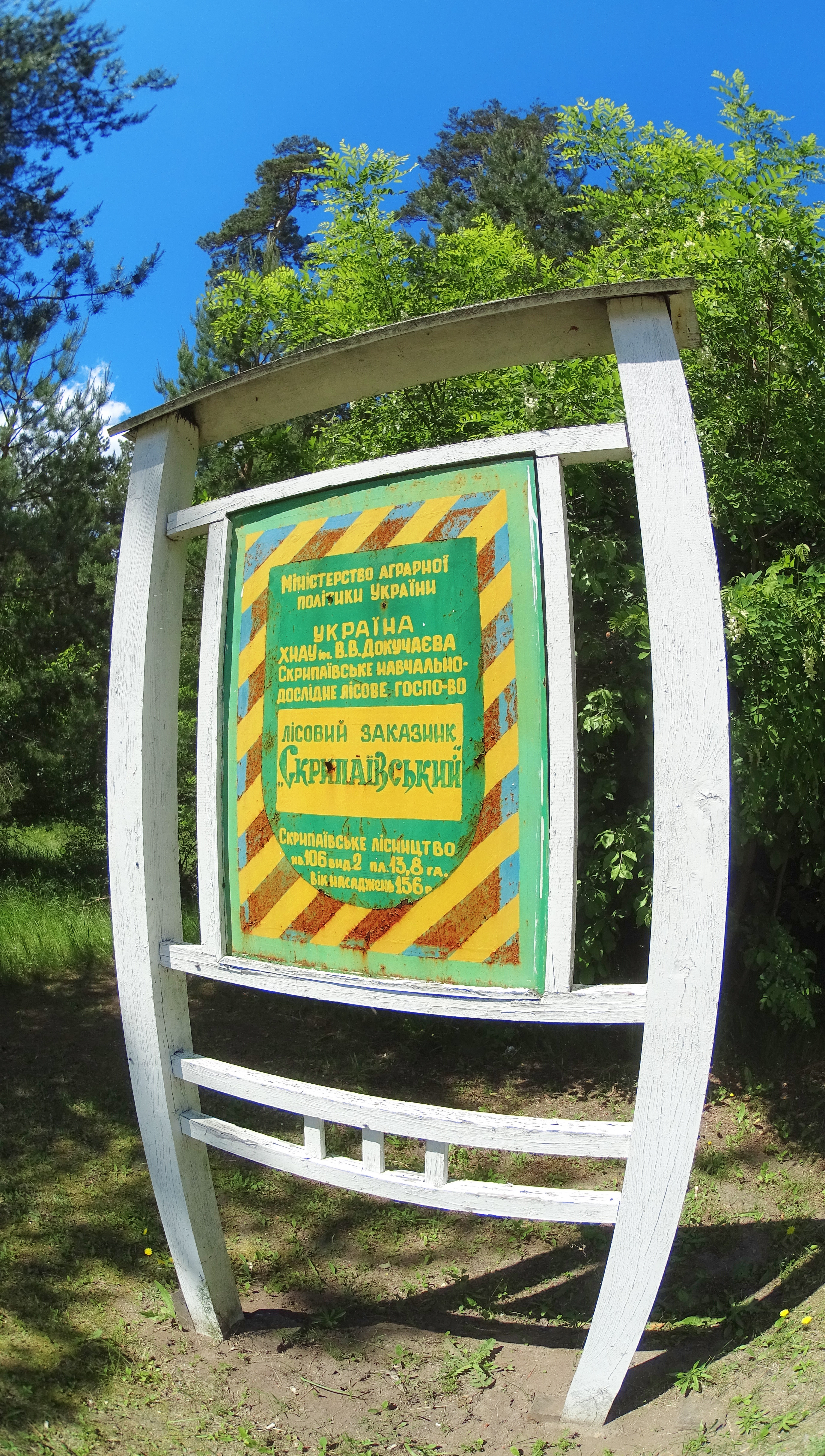
Державний знак заказника